# Юджель, Дениз
Дениз Юджель (нем. Deniz Yücel; 10 сентября 1973, Флёрсхайм-ам-Майн, ФРГ) — германский журналист турецкого происхождения. Публиковался в нескольких германских печатных изданиях, в том числе в Die Tageszeitung и Die Welt.

## Биография
Правительство Турции неоднократно обвиняло Дениза Юджеля в шпионаже и работе на Федеральную разведывательную службу Германии с целью поддержки Движения Гюлена и Рабочей партии Курдистана. Правительство Турции также заявило, что Дениз Юджель оказывал помощь этим двум организациям для дестабилизации Турции. В своей речи в 2017 году президент Турции Реджеп Тайип Эрдоган заявил, что «Дениз Юджель является шпионом, а не журналистом».
14 февраля 2017 года турецкий суд признал Дениза Юджеля виновным в шпионаже и приговорил к лишению свободы. Этот факт был негативно воспринят журналистами, политиками и общественностью Германии. Министр иностранных дел Германии Зигмар Габриэль немедленно вызвал посла Турции в министерство иностранных дел, где выразил протест против обвинительного приговора в отношении Дениза Юджеля. 16 февраля 2018 года, после более чем года в заключении, Дениз Юджель был освобождён.

## Публикации
- Taksim ist überall. Die Gezi-Bewegung und die Zukunft der Türkei. 2014, ISBN 978-3-89401-791-0.
- Und morgen die ganze Türkei. Der lange Aufstieg des Recep Tayyip Erdoğan, in: Kursbuch 188, 27 November 2016 (excerpts here).
- Wir sind ja nicht zum Spaß hier. Edition Nautilus, Hamburg 2018, ISBN 978-3-96054-073-1